# Prenez l'air
Prenez l'air est un jeu télévisé musical belge diffusé dans les années 1990 sur la chaîne de télévision belge RTL-TVI. L’émission, diffusée pour la première fois le 12 août 1996, était présentée par Pierre Bail, accompagné de Linda Perrone. D'une durée d'environ 30 minutes et diffusé en début de soirée après le journal télévisé, le concept du jeu se rapprochait du jeu télévisé français Fa si la chanter,,.